# 500 av. J.-C.
Cette page concerne l'année 500 av. J.-C. du calendrier julien proleptique.

## Événements

Extension romaine dans le Latium vetus entre la fondation de la cité (753 av. J.-C.) et l'avènement de la République (500 av. J.-C.).
753 av. J.-C.
700 av. J.-C.
500 av. J.-C.

- Échec des Perses devant Naxos. Aristagoras, gendre du tyran de Milet Histiée, responsable de la déroute par sa querelle avec le chef perse au Mégabate, déclenchera la révolte de Milet pour échapper aux conséquences de son échec (499 av. J.-C.)[1].
- À Rome, consulat de Servius Sulpicius Camarinus (Camerinus) Cornutus, Manius Tullius Longus. Le territoire de la ville s’étend alors sur 565 km²[2].